# Husí maso

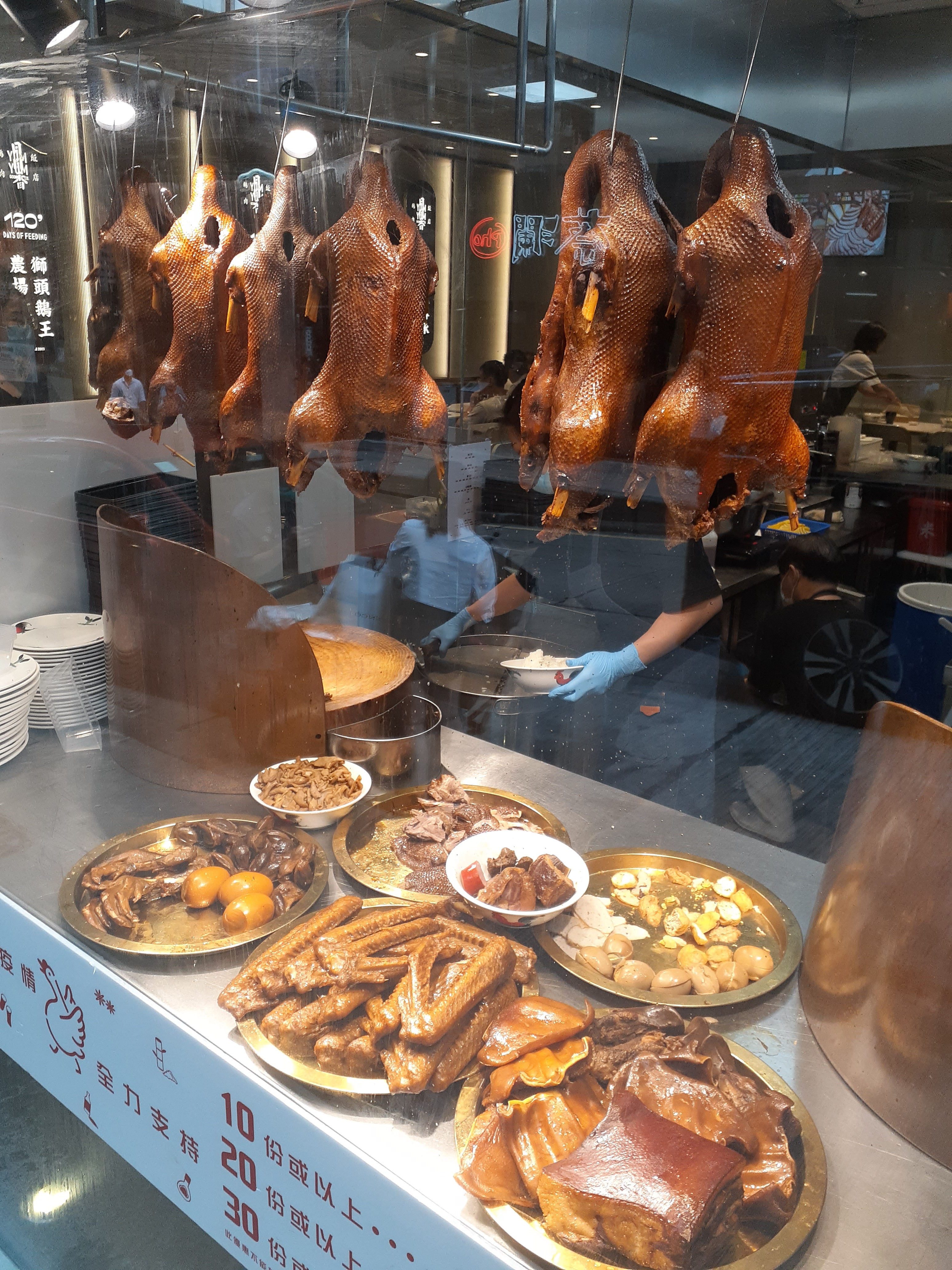
Výloha restaurace specializující se na husí speciality, Hongkong

Husí maso je druh masa pocházejících z divokých či domestikovaných hus (Anser anser domesticus). Existují důkazy o úmyslném vykrmování domestikovaných hus ve starověkém Egyptě již okolo roku 2500 př. n. l. Kromě masa se konzumují i játra a další vnitřnosti, tuk, krev a vejce. Mezi metody přípravy husího masa patří pečení, rožnění, dušení, vaření v páře či grilování. V mnoha oblastech patřila pečená husa v minulosti ke kulinářské tradici.

## Použití

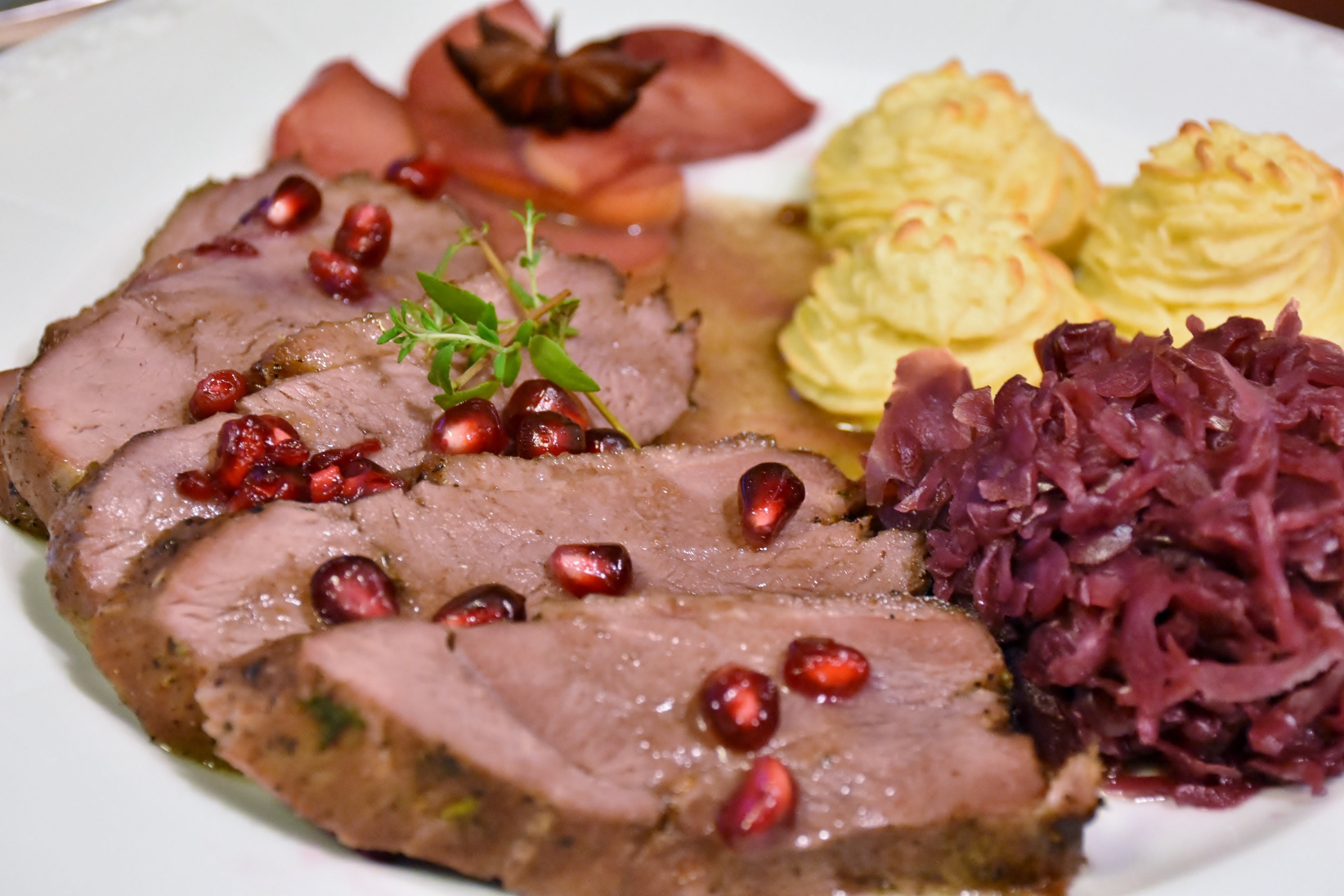
Pečená husa s červeným zelím

V různých kuchyní po celém světě se používá husí maso, játra a další vnitřnosti, tuk, kůže a krev. Maso má charakteristickou chuť. Nejběžnějším způsobem přípravy je pečení, kdy se husa připravuje celá nebo naporcovaná. S takto připravovaným husím masem se lze setkat v asijské, evropské i blízkovýchodní kuchyni. Husa pečená na rožni patřila mezi tradiční pokrm domorodých obyvatel Severní Ameriky.
Jako vedlejší produkt vzniká při pečení husy množství tuku vysoké kvality. Tuk lze použít například k opečení brambor nebo jiné zeleniny, jako tuk do těsta na koláč (bez ohledu na to, zda jde o těsto slané či sladké), jako pomazánku na chléb a k mnoha dalším kulinářským účelům. Kousky husy ponořené v sádle lze také konfitovat. V některých oblastech se husy chovají zejména pro jejich sádlo.
V čínské kuchyni se husa také vaří v páře nebo se dusí s aromatickými ingrediencemi. V některých kuchyních se z husího masa připravují dušená jídla nebo polévky. V německé kuchyni se husí krk plní husími játry a připravuje se tak pokrm, který se vzhledem podobá klobáse. Podobné pokrmy se připravují i ve východní Evropě. Husí maso se také používá jako náplň do slaných koláčů nebo knedlíků či k výrobě klobás. Husí játra se používají k výrobě paštik či jako foie gras.

## Konzumace husího masa dle geografických oblastí

### Austrálie
V Austrálii není husí maso běžně dostupné a nepatří k ingrediencím používaným v australské kuchyni. Od roku 2019 se však husy v Austrálii chovají a husí maso je nabízeno některými restauracemi.

### Evropa

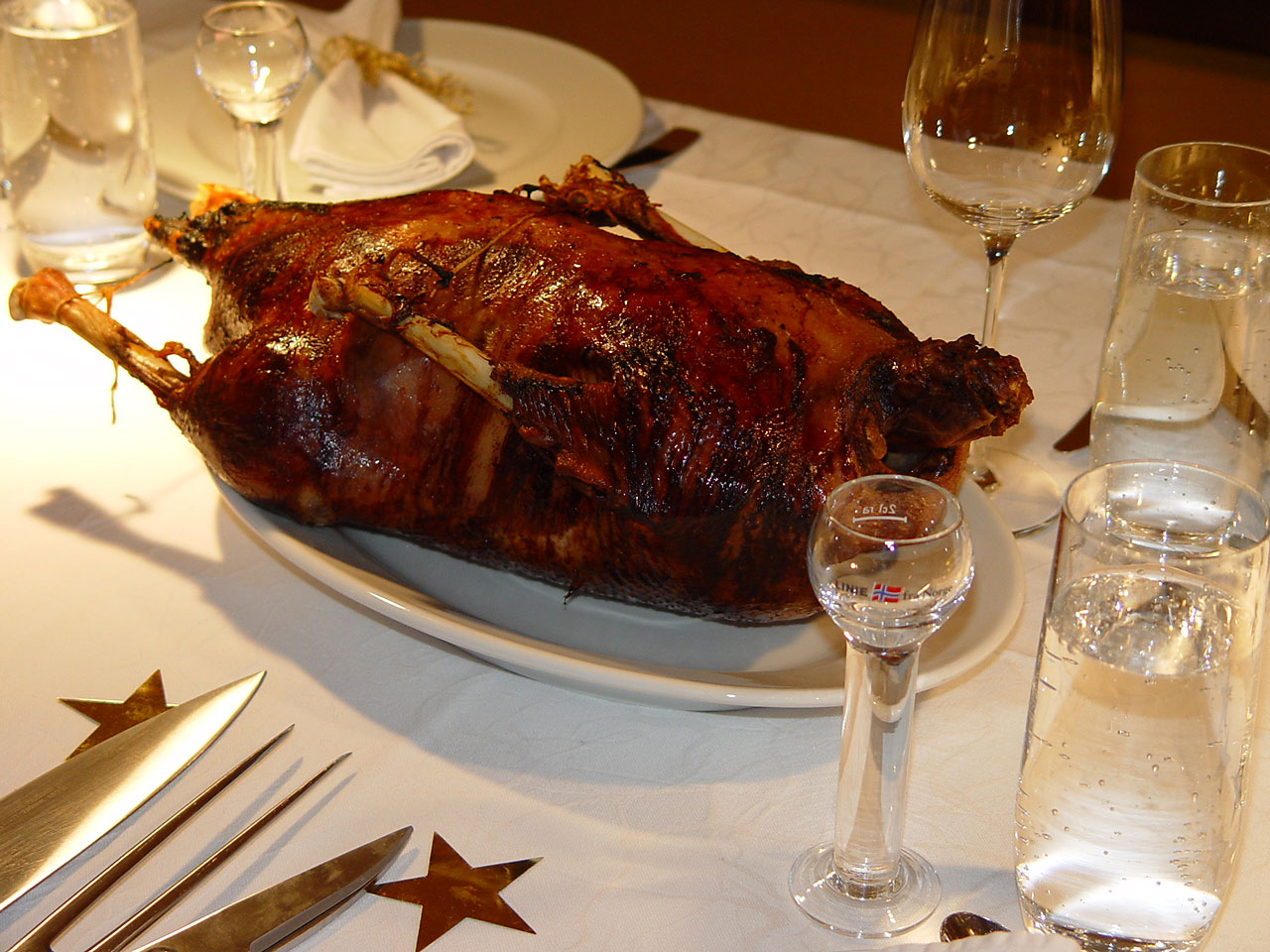
Vánoční pečená husa, Německo

V mnoha evropských kulturách se pečená husa tradičně konzumuje o některých svátcích, včetně Vánoc a svátku svatého Martina. Pečená husa byla tradičním pokrmem připravovaným o šabatu Židy z východní Evropy. V některých částech Francie, jako je například Alsasko, je husí maso běžně používanou surovinou. Také husí sádlo je ve francouzské kuchyni základní ingrediencí tradičního cassoulet.
Tradičním pokrmem v Chorvatsku, v oblasti kolem města Županja, je guščji paprikaš (guláš z nudlí a husího masa s kořenovou zeleninou). V chorvatské kuchyni také existuje pokrm z pečené husy zvaný martinjska guska s marunima (Svatomartinská husa s kaštany). V tomto případě je husa plněná kaštany a často je připravována na svátek svatého Martina.
V Německu je pečená husa základním vánočním pokrmem. Dalším tradičním německým pokrmem je Gefüllter Gänsehals, husí krk plněný směsí husích jater, slaniny, chleba a bylinek, kdy se husí krk nejdříve orestuje a poté podusí. Servíruje se nakrájený na plátky.
V Polsku jsou husy chovány pro maso po staletí. V 17. a 18. století byly obzvláště oblíbené při hostinách a slavnostních večeřích. Oblíbená byla například polévka zvaná czernina. V 21. století nedosahuje spotřeba husího masa takové úrovně, jako v minulosti. Většina hus je zde zkonzumována během svátku svatého Martina.

### Severní Amerika
Domorodí obyvatelé Severní Ameriky často konzumovali husí maso. Ve Spojených státech amerických byla husa nahrazena krůtou, neboť vzhledem k váze kostí a tuku v huse je její cena za kilogram vysoká a porce husy tak vyjde dráž než porce krůty. Přestože byla husa v minulosti v USA běžným vánočním pokrmem, její oblíbenost klesla a husí maso bylo nahrazeno jinými masy či rybami.

### Kavkaz a Blízký východ
Husa se jedla již ve starověkém Egyptě. Existují důkazy o konzumaci husího masa již kolem roku 2500 př. n. l., kdy byly husy záměrně před svou konzumací vykrmovány.
K běžně konzumovaným potravinám patří husí maso i v některých oblastech Turecka. Provincie Kars se specializuje na pečenou husu v karském stylu neboli kars kazı ve bulgur pilavı (karská husa s bulgurovým pilafem). Karská husa je také plemeno hus chované v této oblasti speciálně pro jejich použití v tomto pokrmu. Husa se peče při extrémně vysoké teplotě v peci tandúr nad miskou s bulgurem, na kterou kape rozpuštěný tuk.

## Fotogalerie

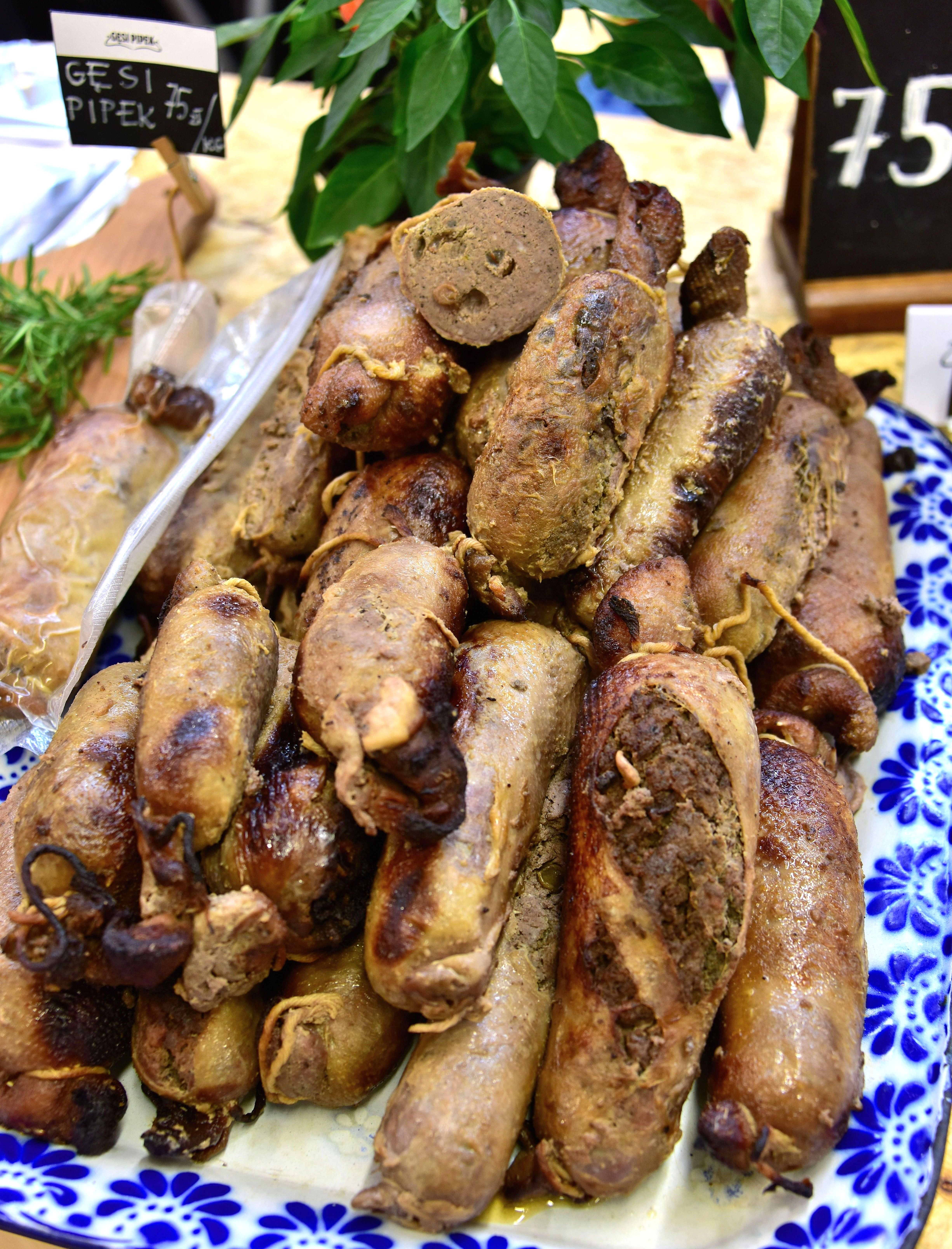
Gęsie pipki (husí krky plněné masem), Polsko
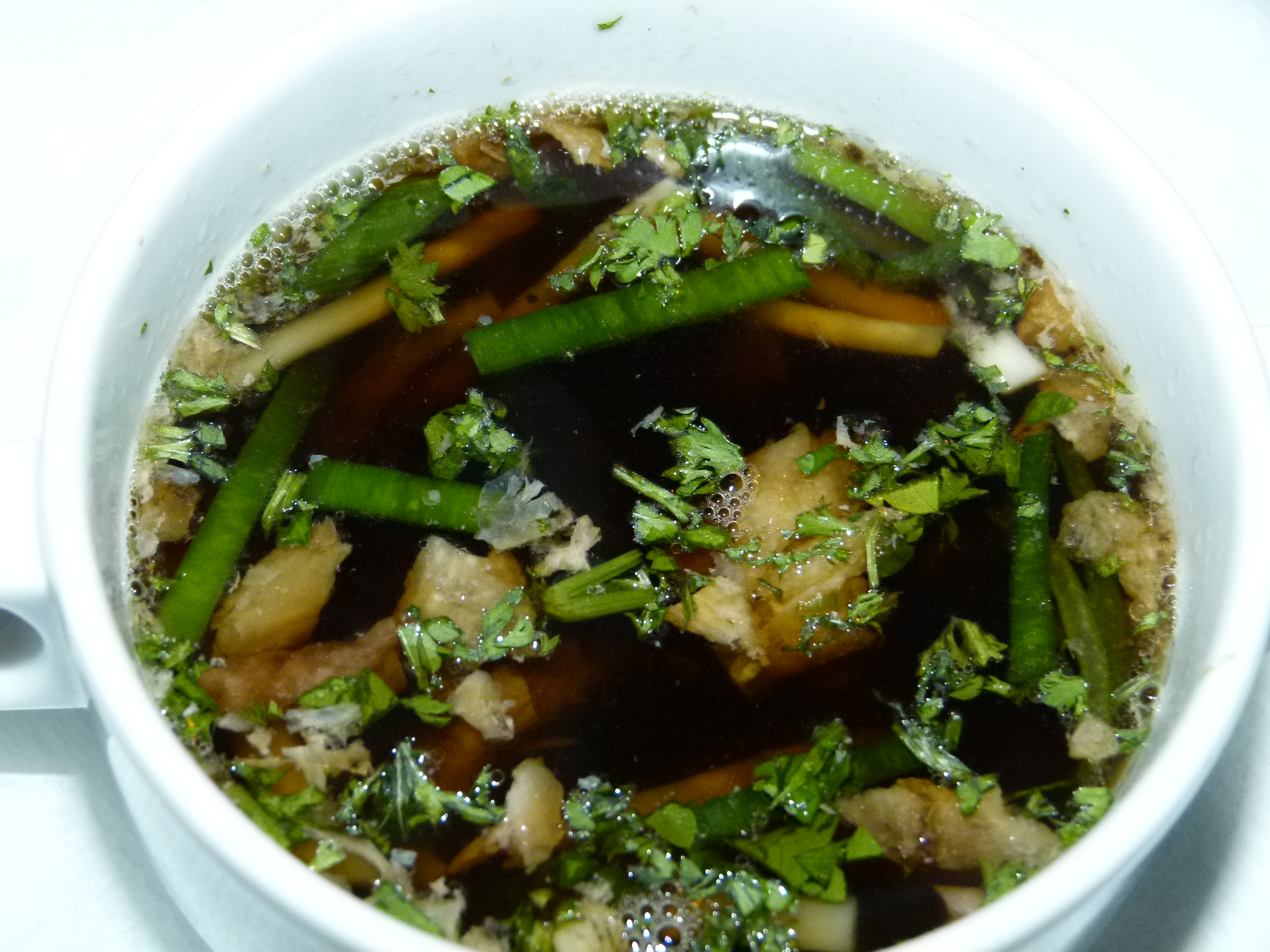
Husí vývar se zeleninou, Německo
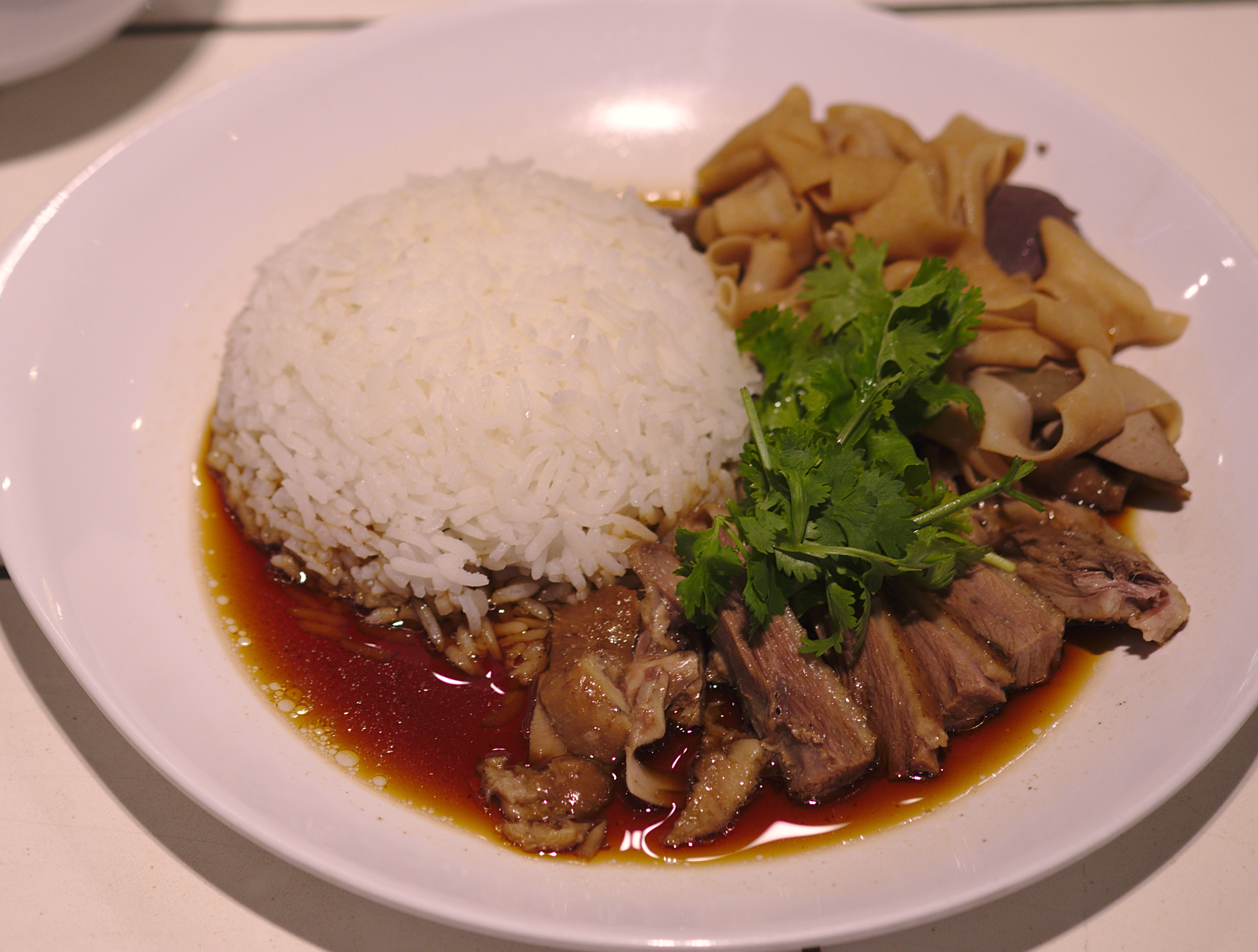
Kari z pečené husy s rýží, Thajsko
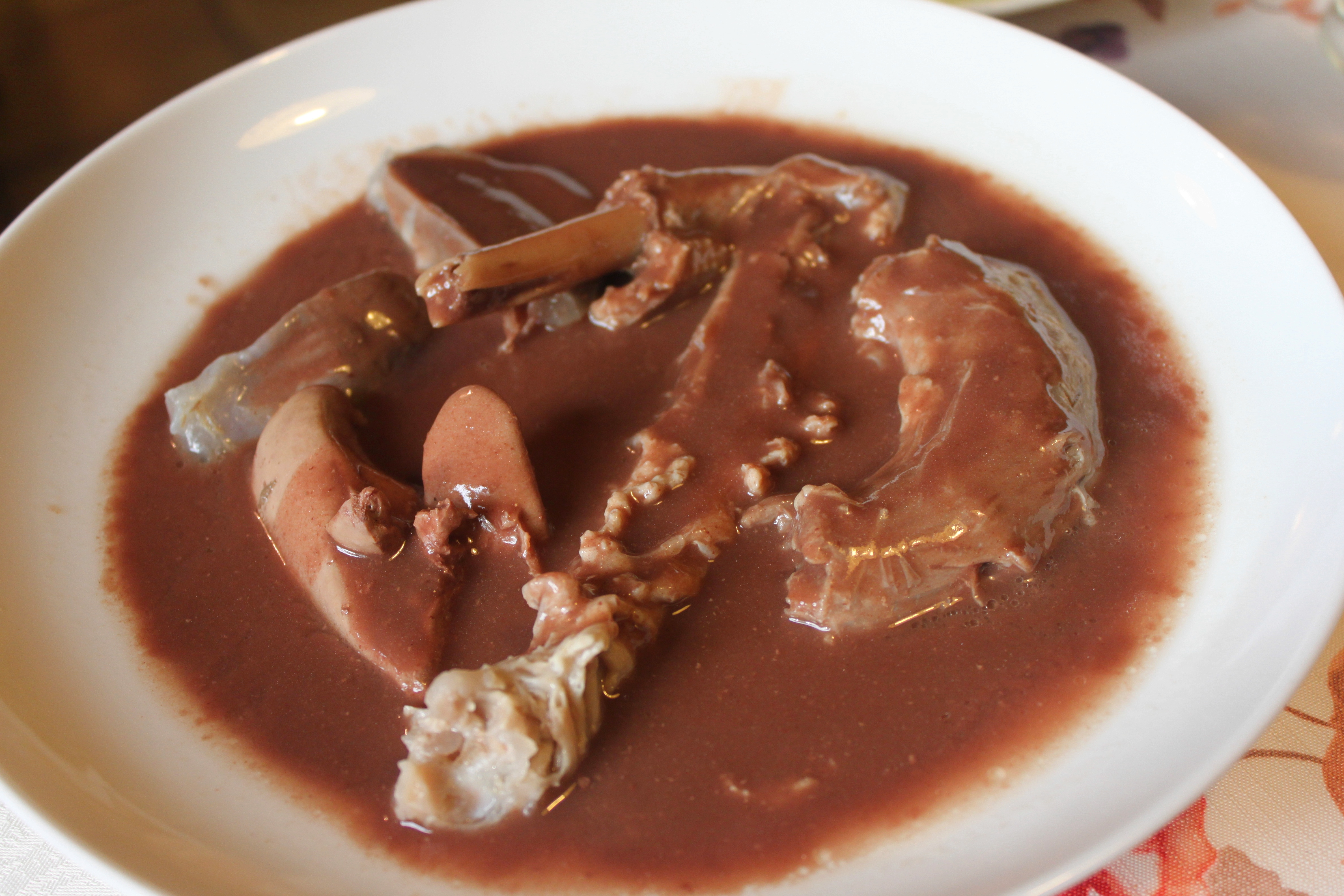
Husí maso v omáčce z krve, Německo
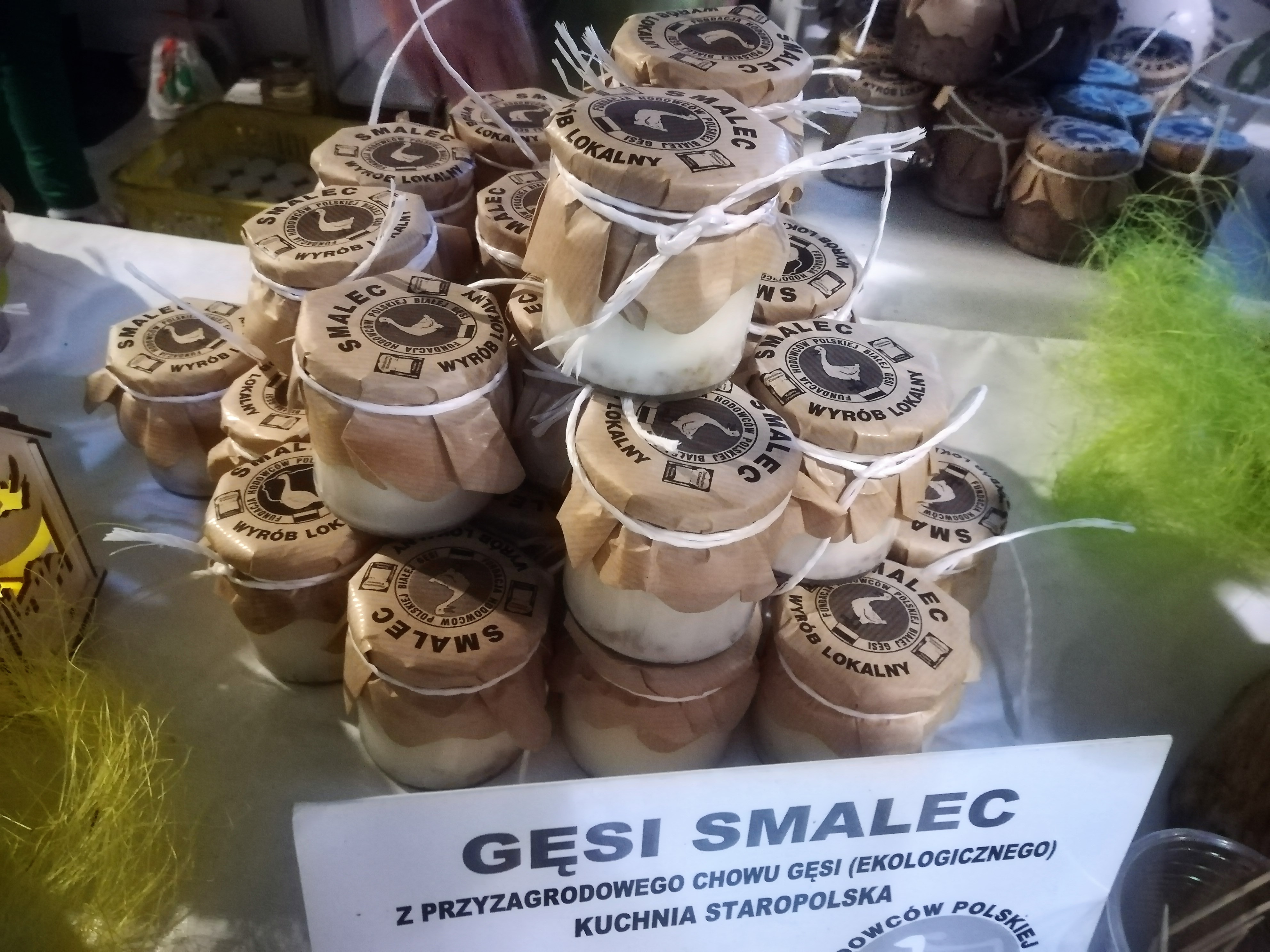
Husí sádlo ve sklenicích, Polsko
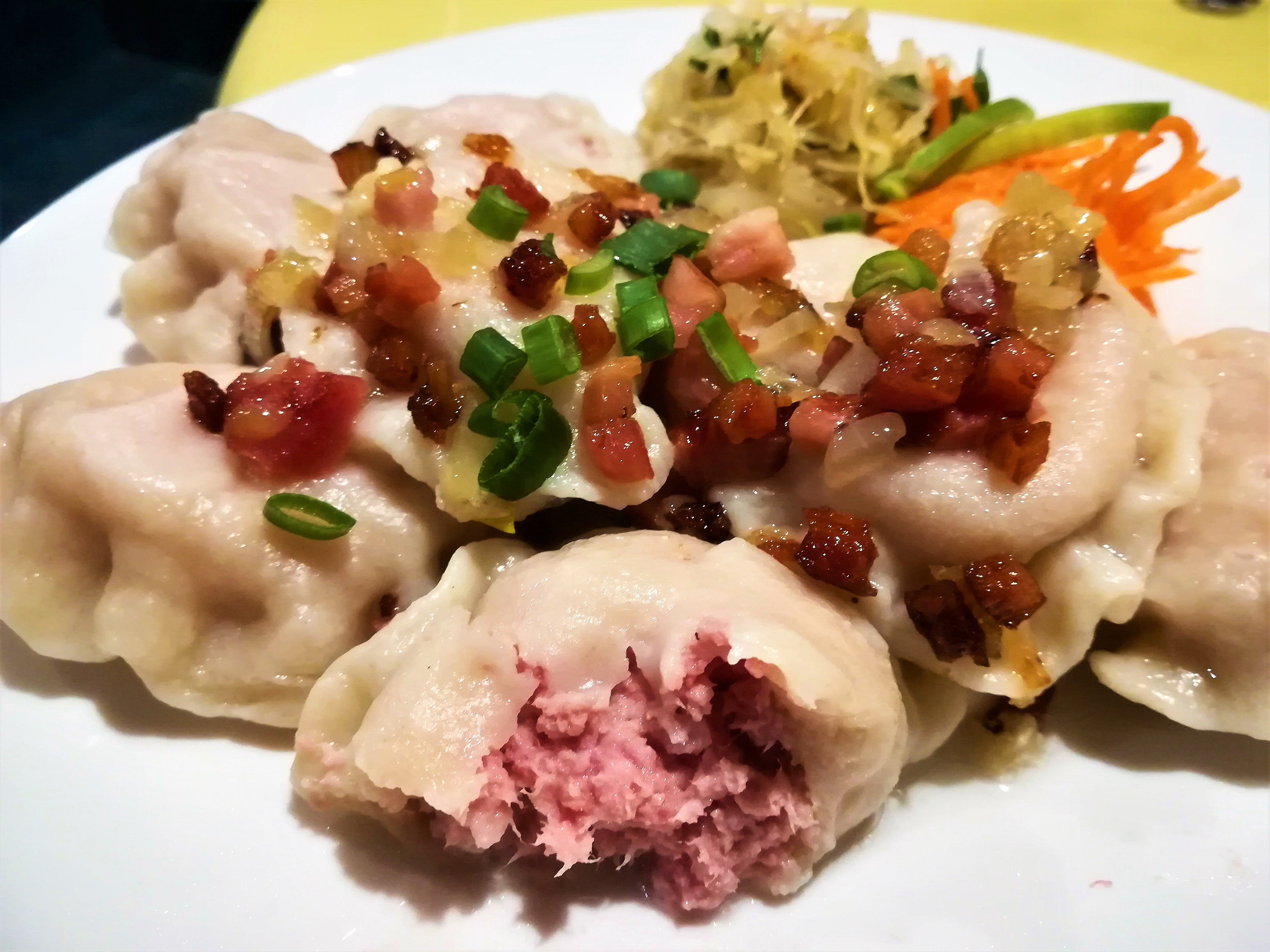
Husí pirohy, Polsko